# Каунс, Кёртис
Кёртис Каунс (англ. Curtis Counce; 23 января 1926 — 31 июля 1963) был одним из самых востребованных американских джазовых контрабасистов и, возможно, первым афроамериканцем, принявшим самое активное участие в движении West Coast jazz.

## Биография
Кёртис Каунс учился игре на скрипке, но вскоре перешёл на контрабас, в дополнение освоив ещё и тубу, прежде чем покинуть свой родной город и отправиться на работу с оркестром под управлением Nat Towels в Омаху. Кёртису тогда не было ещё и 16 лет. В 1945 году он переехал в Лос-Анджелес, поступив на работу к Джонни Отису в клуб «Alabam», и дебютировал на записи с Лестером Янгом в следующем году.
В конце 40-х Кёртис Каунс в течение трех лет работал с Edgar Hayes и начал интенсивно записываться со многими ведущими би-бопперами западного побережья, создавая школу «прохладного джаза». В 1953 году он записал выдающийся альбом «Cool And Crazy» с Тедди Чарльзом и Шорти Роджерсом.
Мощный свинг ритм-секции в составе Marty Paich — Curtis Counce — Shelly Manne вошёл в историю джаза. В 1954 году Кёртис Каунс блестяще записал сессию с квинтетом Макса Роуча — Клиффорда Брауна. В следующем году Кёртис с Шорти Роджерсом стали участниками ансамбля «Джазовых гигантов», и в результате этого сотрудничества появились два альбома, которые были очень хорошо приняты и критикой, и публикой — «The Swinging Mr. Rogers» и «Martians Come Back».
Прежде чем создать свой знаменитый квинтет в 1956 году, Кёртис в изобилии записывался в качестве сайдмена с самыми лучшими музыкантами, ведь к этому времени Кёртис стал чрезвычайно заметной фигурой на джазовом небосклоне, он также присоединился к оркестру Стэна Кентона, с которым гастролировал по Европе.
По возвращении из гастрольного турне Curtis Counce сформировал свою собственную группу, которая в музыкальном плане перекликалась с группой восточного побережья «Jazz Messengers» и музыкой Хораса Сильвера.
В группу Кёртиса входили саксофонист Гарольд Лэнд, трубач Джек Шелдон, пианист Карл Перкинс и барабанщик Фрэнк Батлер. Записи группы Кёртиса Каунса продавались очень хорошо, однако не смогли обогнать по популярности «Посланников джаза» Арта Блэйки. Квинтет Каунса оставался вместе до 1958 года, будучи одной из самых захватывающих групп 50-х в Лос-Анджелесе вплоть до преждевременной смерти Кёртиса от сердечного приступа 31 июля 1963-го в возрасте 37 лет. Сейчас с уверенностью можно сказать, что это была трагическая потеря для всего джаза.
Все записи Кёртиса Каунса в качестве лидера были переизданы, а ранее не издававшиеся сессии были опубликованы в 1989 году на диске «Sonority».

## Избранная дискография

### В качестве лидера
- You Get More Bounce With Curtis Counce первоначально выпущен как Counceltation[1] (Contemporary, 1956)
- Landslide (Contemporary, 1956)
- Sonority (Contemporary, 1958)
- Exploring the Future (Dooto, 1958)
- Carĺs Blues (Contemporary, 1960 — записан 1957)
- The Complete Studio Recordings: The Master Takes (Gambit, 2006)

### В качестве приглашённого музыканта
- The Boss Man с Clifford Brown (Time, 1953)
- Collaboration West и Evolution с Teddy Charles и Shorty Rogers (Prestige, 1953)
- Cool and Crazy с Shorty Rogers and his Orchestra featuring the Giants (RCA, 1953)
- The West Coast Sound, Volume 1 с Shelly Manne and His Men (Contemporary, 1953)
- Clifford Brown All-Stars с Clifford Brown (EmArcy, 1954)
- New Directions с Teddy Charles Quartet (Esquire, 1954)
- Tanganyika: Modern AfroAmerican Jazz с Buddy Collette и Chico Hamilton (DIG, 1954)
- Group Activity с Bob Cooper (Fresh Sounds, 1954)
- The Complete 1954—1955 Kenton Presents Sessions с Claude Williamson Trio (Fresh Sounds, 1955)
- Lyle Murphy and his Orchestra с Lyle Murphy (Contemporary, 1955)
- The Swinging Mr. Rogers с Shorty Rogers (Atlantic, 1955)
- Playboys с Chet Baker и Art Pepper (Pacific Jazz, 1956 — reissued as Picture of Heath)
- Cuban Fire! с Stan Kenton (Capitol, 1956)
- The Aladdin Sessions с Lester Young (Blue Note, 1975 — четыре трека записаны в январе 1946 года)
- Jazz Beginnings 1956-58 с John Williams (Fresh Sounds, 2006)

С Clifford Brown
- Best Coast Jazz (Emarcy, 1954)
- Clifford Brown All Stars (Emarcy, 1954 [1956])

С Maynard Ferguson
- Maynard Ferguson's Hollywood Party (EmArcy, 1954)
- Dimensions (EmArcy, 1955)